# KF Trepça '89
Ne doit pas être confondu avec KF Trepça.
Actualités
Le KF Trepça'89 (Klubi Futbollistik Trepça'89) est un club de football kosovar basé dans la ville de Kosovska Mitrovica et évolue en première division du Kosovo.

## Histoire
En 2017, le club est champion du Kosovo pour la première fois de son histoire et devient le premier club kosovar à jouer les tours préliminaires de la Ligue des champions avant de céder contre le Víkingur Gøta (6-2).

## Bilan sportif

### Palmarès
- Championnat du Kosovo (1) :
  - Champion : 2017
  - Vice-champion : 2002, 2005, 2012, 2013 et 2014

- Championnat du Kosovo de deuxième division (1) :
  - Champion : 2010

- Coupe du Kosovo (1) :
  - Vainqueur : 2012
  - Finaliste : 2008, 2015 et 2019

- Supercoupe du Kosovo (2) :
  - Vainqueur : 2012 et 2017

### Bilan européen
Note : dans les résultats ci-dessous, le score du club est toujours donné en premier.
| Saison    | Compétition         | Tour           | Club          | Domicile | Extérieur | Total |
| --------- | ------------------- | -------------- | ------------- | -------- | --------- | ----- |
| 2017-2018 | Ligue des champions | Premier tour Q | Víkingur Gøta | 1 - 4    | 1 - 2     | 2 - 6 |

Légende
- Victoire ou qualification pour le tour suivant
- Match nul
- Défaite ou élimination de la compétition